# Франкфурт (округ)
Фра́нкфурт (нем. Frankfurt) — округ (нем. Bezirk) ГДР, образованный в 1952 году после ликвидации земель на территории Германской Демократической Республики как один из 15 округов.
Он состоял из 9 районов, 3 городов окружного подчиненияе и 438 коммун. В связи с воссозданием земель был ликвидирован в 1990 году.